# Mortes em maio de 2007
Mortes em 2007: ← – Janeiro – Fevereiro – Março – Abril – Maio – Junho – Julho – Agosto – Setembro – Outubro – Novembro – Dezembro – →
Esta é uma relação de pessoas notáveis que morreram durante o mês de maio de 2007, listando nome, nacionalidade, ocupação e ano de nascimento.

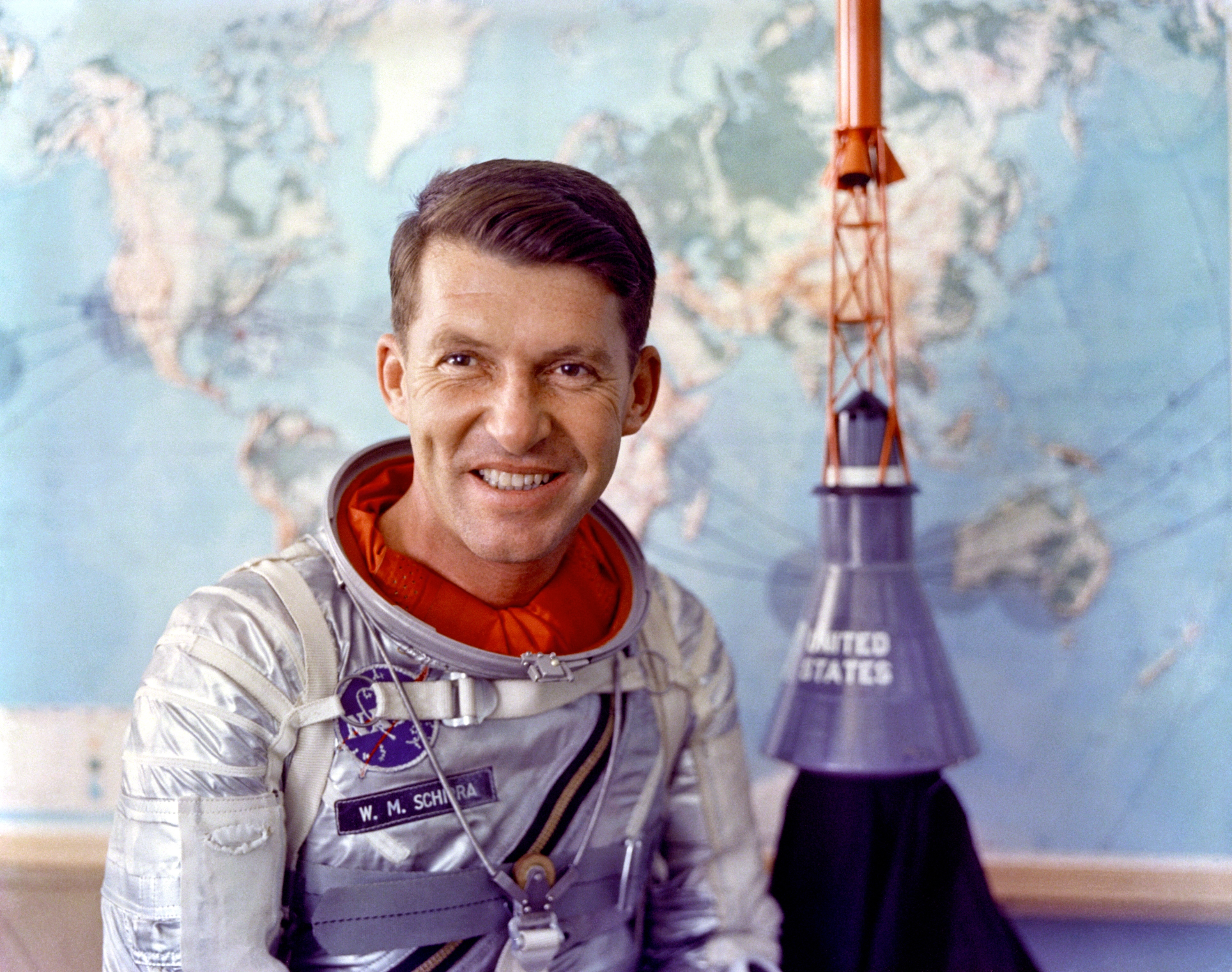
Walter Schirra, astronauta estadunidense.

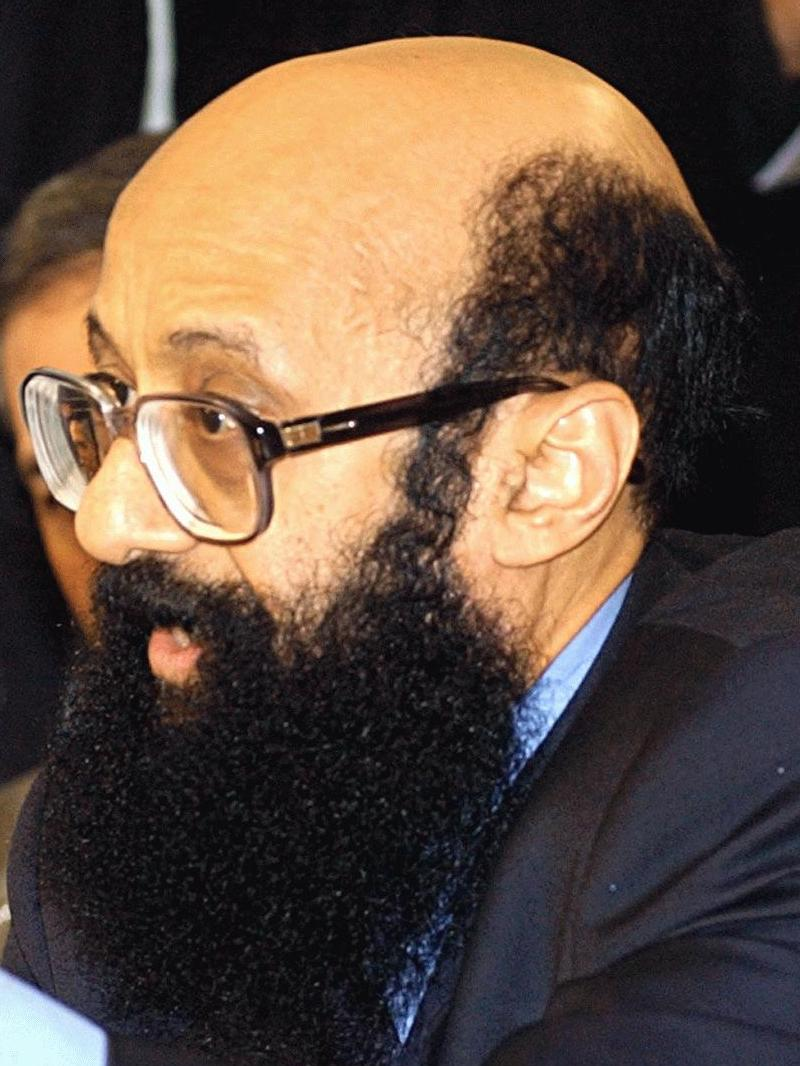
Enéas Carneiro, político brasileiro.

| Dia | Nome                    | Profissão ou motivo de reconhecimento | Nacionalidade  | Ano de nasc. | Ref    |
| --- | ----------------------- | ------------------------------------- | -------------- | ------------ | ------ |
| 3   | Walter Schirra          | Astronauta                            | Estados Unidos | 1923         | [ 1 ]  |
| 4   | Jeremias Nguenha        | Cantor e músico                       | Moçambique     | 1972         | [ 2 ]  |
| 6   | Carlos Alberto          | Ator                                  | Brasil         | 1925         | [ 3 ]  |
| 6   | Enéas Carneiro          | Político e médico                     | Brasil         | 1938         | [ 4 ]  |
| 7   | Diego Corrales          | Pugilista                             | Estados Unidos | 1923         | [ 5 ]  |
| 7   | Isabella Blow           | Estilista                             | Inglaterra     | 1958         | [ 6 ]  |
| 9   | Alfred D. Chandler      | Historiador                           | Estados Unidos | 1918         | [ 7 ]  |
| 9   | Gino Pariani            | Futebolista                           | Estados Unidos | 1928         |        |
| 9   | Herval Rossano          | Ator e diretor de TV                  | Brasil         | 1935         | [ 8 ]  |
| 11  | Georgi Lucki            | Físico                                | Brasil         | 1935         | [ 9 ]  |
| 11  | Malietoa Tanumafili II  | Rei                                   | Samoa          | 1913         | [ 10 ] |
| 11  | Murilo Felisberto       | Jornalista                            | Brasil         | 1939         | [ 11 ] |
| 14  | Marinês                 | Cantora                               | Brasil         | 1935         | [ 12 ] |
| 16  | Mary Douglas            | antropóloga social                    | Reino Unido    | 1921         |        |
| 18  | Pierre-Gilles de Gennes | Físico                                | França         | 1932         | [ 13 ] |
| 22  | Jef Planckaert          | Ciclista                              | Bélgica        | 1934         | [ 14 ] |
| 25  | Bartholomew Ulufa'alu   | Primeiro-ministro                     | Ilhas Salomão  | 1950         | [ 15 ] |
| 27  | Afonso Soares           | Radialista                            | Brasil         | 1925         | [ 16 ] |
| 27  | Izumi Sakai             | Cantora                               | Japão          | 1967         | [ 17 ] |
| 30  | Jean-Claude Brialy      | Ator e cineasta                       | França         | 1933         | [ 18 ] |